# Anaurilândia
Anaurilândia est une municipalité brésilienne de l'État de Mato Grosso do Sul et la Microrégion de Nova Andradina.